# قرالر أقاتقي
قرالر أقاتقي هي قرية في مقاطعة أرومية، إيران. عدد سكان هذه القرية هو 181 في سنة 2006.